# Глонасс-М
«Глонасс-М» (найменування за ОКР «Ураган-М», Індекс ГРАУ: 11Ф654М, 14Ф113) — серія космічних апаратів російської глобальної навігаційної системи ГЛОНАСС 2-го покоління, розроблена ОАО «Інформаційні супутникові системи» імені академіка М. Ф. Решетньова. Від супутників серії «Глонасс» (1-ше покоління) вірізняється гарантійним терміном активного існування 7 років. Ці супутники випромінюють, на відміну від апаратів попереднього покоління, вже по 2 сигнали для цивільних користувачів, що дозволяє суттєво підвищити точність місцезнаходження.

## Технічні дані
- маса — 1415 кг,
- гарантований термін активного існування — 7 років,
- особливості — 2 сигнали для цивільних споживачів,
- порівняно із супутниками попереднього покоління («Глонасс») точність визначення місця розташування об'єктів підвищена в 2,5 рази[1],
- потужність СЕП — 1400 Вт[2],
- початок льотних випробувань — 10 грудня 2003.[2]
- бортовий комп'ютер на базі мікропроцесора К1839 (радянський проект з клонування процесорної архітектури VAX)

## Аварії та події
- У липні 2010 року в Ульяновській області в аварію потрапив потяг, що перевозив ракету-носій «Протон-М». Ракета-носій призначалася для проведення 2 вересня запуску з Байконура трьох навігаційних супутників «Глонасс-М».[3]
- Запуск ракети-носія «Протон-М» 5 грудня 2010 в 15 годин 13 хвилин (мск) закінчився невдачею. Після старту «Протон-М» змінив задану траєкторію польоту і ще до відділення розгінного блоку пішов по тангажу на 8 градусів та ракета вийшла на незамкнену орбіту. До часу відділення розгінного блоку ДМ-3 (11С861-03) з 3 супутниками «ГЛОНАСС-М», який пройшов у штатному режимі, він вже знаходився на нештатній траєкторії польоту, а потім і зовсім вийшов із зони радіовидимості російських засобів стеження. Телеметрії з розгінного блоку після його відділення від «Протона» фахівці так і не отримали[4]. Залишки розгінного блоку ДМ з трьома супутниками «Глонасс-М» впали в Тихому океані в районі Гавайських островів[5]. Повний збиток від втрати супутників оцінювався в $ 90 млн., при цьому страхуванням була покрита лише приблизно тридцята частина збитку — страхова сума склала $3,5 млн[6]. Страхуванням займалася страхова компанія «Страховий центр "Супутник"»[7], супутники були перестраховані на $3,3 млн в страховій компанії «Російський страховий центр»[6],[8].
- 2 липня 2013 ракета-носій «Протон-М» з розгінним блоком ДМ-03 (11С861-03) та трьома російськими навігаційними космічними апаратами «Глонасс-М» — «Ураган-М» №48, «Ураган-М» №49, «Ураган-М» №50, яка стартувала з Байконура, впала на першій хвилині старту[9][10]. Жоден із втрачених супутників не був застрахований через дефіцит коштів, які виділяв Роскосмосом на цю статтю витрат, а також через рішення не страхувати серійні супутники[11].